# Tim Farron
Timothy James "Tim" Farron, född 27 maj 1970 i Preston i Lancashire, är en brittisk politiker. Han tillträdde som partiledare för Liberaldemokraterna år 2015, men avgick två år senare av privata skäl, kort efter parlamentsvalet 2017 där Liberaldemokraternas röstandel minskat. Han är ledamot av underhuset för Westmorland and Lonsdale sedan 2005.